# 東川清一
東川 清一（とうかわ せいいち、1930年1月2日- ）は、日本の音楽学者であり音楽評論家、東京学芸大学名誉教授。

## 来歴
富山県滑川市生まれ。1957年東京芸術大学音楽学部楽理科卒業。1965～67年アレクサンダー・フォン・フンボルト財団給費留学生としてケルン大学音楽学研究所に留学。東京学芸大学助教授、教授、93年定年退官、名誉教授、東海大学教授。2010年退任。バッハ研究の権威として名高い。

## 著書
- 『バッハ研究ノート 作曲年代をめぐって』音楽之友社 1981
- 『退け、暗き影「固定ド」よ! ソルミゼーション研究』音楽之友社 1983
- 『移動ドのすすめ 正しい読譜法と視唱指導』音楽之友社 1985
- 『音楽理論を考える』音楽之友社 1987
- 『日本の音階を探る』音楽之友社 1990
- 『シャープとフラットのはなし 読譜法の今昔』音楽之友社 1993
- 『だれも知らなかった楽典のはなし』音楽之友社 1994（『音楽理論入門』筑摩書房 2017）
- 『読譜力 伝統的な「移動ド」教育システムに学ぶ』春秋社 2005
- 『《君が代》考』春秋社 2007
- 『旋法論 楽理の探究』春秋社 2010
- 『音律論 ソルミゼーションの探究』春秋社 2013

### 共編著
- 『子どもと音楽 第5巻 音楽指導の実践』共編 同朋舎出版 1987
- 『音楽キーワード事典』平野昭共編著 春秋社 1988
- 『子どもと音楽 第10巻 音楽の基礎知識 総目次・総索引』足立美比古,星旭共編 同朋舎出版 1988
- 『子どもと音楽 第4巻 音楽指導の手引き』共編 同朋舎出版 1988
- 陳応時共著『音楽の源へ 中国の伝統音楽研究』村越貴代美訳 春秋社 1996
- 『よい音楽家とは 読譜指導の理論と実践』海老沢敏共編著 音楽之友社 1996
- 『古楽の音律』編 春秋社 2001
- 『対位法の変動・新音楽の胎動 ルネサンスからバロックへ転換期の音楽理論』編 春秋社 2008

### 翻訳
- カール・フィリップ・エマヌエル・バッハ『正しいピアノ奏法』全音楽譜出版社 1963
  - 『正しいクラヴィーア奏法』全音楽譜出版社 2000‐03
- ウォールター・エマリ『バッハの装飾音』音楽之友社 1965
- ヘルマン・ケラー『バッハのクラヴィーア作品』中西和枝共訳 音楽之友社 1972
- ウォルター・エマリ『エディションと音楽家』アカデミア・ミュージック 1975
- スミッツ・ヴァン・ヴァスベルゲ『旋律理論』音楽之友社 1976
- W.フィッシャー『器楽の歴史 その起源からバッハまで』アカデミア・ミュージック 1979
- W.フィッシャー『器楽の歴史 バッハ以後1880年まで』大久保一共訳 アカデミア・ミュージック 1980
- ウィリー・アーペル『ポリフォニー音楽の記譜法 1450-1600年』春秋社 1998
- ダニエル・ゴットロープ・テュルク『テュルククラヴィーア教本』春秋社 2000
- 『音楽家の自叙伝 クヴァンツ/ベンダ/E・バッハ/ツェルニー』編訳 春秋社 2003
- ピエール・フランチェスコ・トージ原著 ヨハン・フリードリヒ・アグリーコラ訳編『歌唱芸術の手引き』春秋社 2005
- ヨハン・フィリップ・キルンベルガー『純正作曲の技法』春秋社 2007

## 論文
- ＜東川清一